# Storeide
Storeide est une localité du comté de Nordland, en Norvège.

## Géographie
Administrativement, Storeide fait partie de la kommune de Sørfold.